# BAN BAN BAN (お笑いコンビ)
BAN BAN BAN（ばん ばん ばん）は、吉本興業に所属する 日本のお笑いコンビ。両者共に鹿児島県鹿児島市出身。旧コンビ名は「パリパリポリパリ」。アニソンDJイベント「アニソンディスコ」でも活動している。

## メンバー
鮫島 一六三（さめしま ひろみ　1980年1月4日）（45歳）
- 東京NSC8期生[1]。
- ボケ（時々ツッコミ）・ネタ作り担当。身長 174 cm。血液型O型[1]。
- 趣味:プロレス観戦。
- 本名および旧芸名:鮫島 博己（読み同じ）。
- アニメ系のクラブイベントでDJなどの活動も行っており[3]、その際は鮫島ヒロミ名義で活動する場合が多かった。
- 山本が漫画『ドラゴンボール』の登場人物であるフリーザに扮してネタを行う事が多いので、以前は鮫島も鳥山明のコスプレでネタを行っていた[4] が、2012年頃以降はあまり見られない[5]。
- 妻と娘がいる。
- ラッキィ池田の弟子で、振付師として舞台の振り付けなども担当する[6]。
- 全てのネタの構成を作るのは鮫島。アニソンディスコの構成や、ダンス発表会の構成も担当するなど作家の一面もある。

山本 クリーニング（やまもと クリーニング　1979年4月19日 ）（46歳）
- 原田学園鹿児島情報高等学校ロボット工学科卒業[7]。東京NSC8期生扱い。
- ツッコミ（時々ボケ）担当。身長 158 cm。血液型A型[1]。
- 趣味:アニメ鑑賞・声優ものまね
- 本名および旧芸名:山本 正剛（やまもと まさたけ）。
- フリーザ・ばいきんまんなど声優の中尾隆聖が演じるキャラクターのものまねが得意で、R-1ぐらんぷり2010では「フリーザVSばいきんまん inファミリーレストラン」というネタを披露した。元々はばいきんまんのものまねの方が先であり、ドラゴンボールファンのアルバイト先の同僚から声優が同じであることを教えられてフリーザのものまねを始めた。山本自身はドラゴンボールを初期だけで卒業していたため、ものまねを始めてから勉強し直した[8]。2019年時点ではドラゴンボール全巻を3周したのみであり、フリーザ関連以外の知識はあまり堪能ではなくDBクイズの成績も芳しくなかった[9]。ドラゴンボールで好きなシリーズとキャラクターを尋ねられた際にもどちらも初期から挙げている[10][11][注 1]。
- フリーザのものまね[注 2]、コスプレをしてネタを行う事が多い[12] がお笑いライブではコスプレをせず普通に漫才やコントを行う。
- 最終形態フリーザ以外にメタルクウラやゴールデンフリーザのコスプレも僅かながらした事がある。
- バラエティ番組『まろに☆え〜るTV』（とちぎテレビ）では当初はフリーザとしてレギュラーを務め、とりわけジェットコースターやバンジージャンプなどの絶叫系アトラクションを強要されていた。しかし第三期『まろに☆え〜るTV-Z-』では時折未出演の回が見受けられるようになり、番組内では後述のハウスクリーニングを指して「闇営業に行っている」とネタにされる[13]。『Z』の第19回では単純な遅刻で欠席となった[14]。以降のシリーズではレギュラーを降板してゲスト扱いとなるが、山本自身は遅刻の件が原因ではなくスケジュールの関係だと語っている[15]。第四期『まろに☆え〜るTV-GT-』終盤から第五期『まろに☆え〜るTV超』初期までは主にナレーションを担当し、『超』の途中から始まったおまけコーナー「フリーザとまろに☆え〜るの惑星トチギ会議」ではまろに☆えーるのメンバーと共に毎回出演している。その後、レギュラーに復帰している。
- 声優である中尾隆聖の妻とマネージャーに中尾本人のものまねで電話にて話したところ、全くバレずに過ごしたという。他のレパートリーに八奈見乗児、郷里大輔、オール巨人（オール阪神・巨人）、トランペット、花火などがある。
- 18歳の時に大阪吉本でアカペラバンドを組み歌手として活動しながらbaseよしもとで行われていた「baseプレステージ」に前のコンビ、ドック・タグ（後のグリーンボール）で参加。その時、大阪NSC21期生扱いとして活動していた[16]。その後、解散し上京後に幼馴染の鮫島と「パリパリポリパリ」を結成、鮫島が東京NSC8期生の為（大阪NSC25期生相当）[1]山本も東京NSC8期生扱いとなるが、NSCには大阪・東京共に通ってはいない。
- 芸人としての活動の傍ら、アルバイト時代の経験を活かして「ナチュラルハウスクリーニング宇宙一」というハウスクリーニングの個人事業も行なっている[8][17]。
- 2008年4月26日、27日にLIVE STAND08で、『ドラゴンボール』のベジータの物真似芸人のR藤本と初共演[18][19]。
- 声優オーディションにも参加をしており、2013年発売のアニメ『蒼い世界の中心で』DVD特典作品「外伝 勇者ミョムト」の600人参加のオーディションに合格し、教祖イブリル役に選ばれた。
- 2016年に第1子女児が誕生[20]。2018年には第2子女児が誕生し、2児の父となる。
- 2017年8月13日に丸井渋谷で開催されたドラマティックカンパニー25周年記念イベントにゲストとして中尾隆聖から招聘され、中尾が山本のネタを披露した。
- 2019年末に『まろに☆え〜るTV-GT』で行われた学力テストでは総合順位が12人中10位のワースト3であり、算数に至っては0点を取ってしまった[21]。2年後の2021年末に『まろに☆え〜るTV超』で行われた二度目の学力テストでは5人中4位のワースト2であった（最下位はどちらもりかっち）[22]。
- ばいきんまんやフリーザの声優を務める中尾隆聖とも2009年ほどから親交は強く、中尾の古希（70歳）を祝うカウトダウンイベントにて進行と司会を務めた[23]。
- 2021年5月17日、ラッパーのB-STOPとのコラボ曲『WILL WIN』を戦極 MCBATTLEのYouTubeチャンネルからアップした。このミュージックビデオにはラッパーのUZIも出演している。
- 2023年4月 TikTokLIVE内で人気ライバーを決める大会『TikTok LIVE  ranking Award 2023』にてシルバー部門7位に表彰される（本人曰く寝る時間を割いてフリーザ様に変身しながら LIVE配信をやり毎日肌に負担をかけ血を流しながらでの表彰なので1位の人は凄すぎるとのこと）[24]。

## 略歴
- 2003年、「パリパリポリパリ」を結成[25]。
- 2008年6月9日にコンビ名を「パリパリポリパリ」から「BAN BAN BAN」に改名した[2]。
- 2010年8月、山本の体調不良により活動休止[26] していたが、同年12月末活動再開。
- 2010年8月からコンビでアニソンDJイベント「アニソンディスコ」を立ち上げ[27]、2012年2月にはニコファーレでの単独イベントを成功させ[28]、ニコ生と合わせて67,200人を動員させた。
- 2013年1月4日 (金)、初めてオールナイトライブを行い、鮫島には内緒で『ドラゴンボール』声優陣の野沢雅子、古川登志夫、中尾隆聖、タレントの浜田由梨、涼本めぐみからもらったお祝いのメッセージを披露し、観客や鮫島を驚かせた。
- 2015年10月末、アニメ『昼夜伝』制作プロジェクトの応援隊長に就任[29]。
- 2019年1月8日、鮫島ヒロミが同年1月20日開催「アニソンディスコ 鮫島生誕祭」において、目標来場者数に達成しなければ芸名を改名すると発表[30]。結果は目標数に届かず、2019年1月21日付けで鮫島 一六三に改名した[31]。
- 2025年5月24日、山本正剛が山本 クリーニングに改名したと発表[32][33]。

## 出演番組
記述が無い物はコンビで出演。ピンで出演しているものには記述あり。

### テレビ
不定期出演
- それって!?実際どうなの課[34][35]（日本テレビ、2019年5月8日初出演 - 2021年9月22日、山本のみ）
- ラヴィット!（TBSテレビ、2021年4月9日初出演 - 、山本のみ）

不定期放送
- BAN BAN BAN ザ JAPAN（スカパー！Ch.529、2014年11月18日[36]、2015年12月16日[37]、2015年1月某日[38]）
- BANBANBANの ごめんね僕がバカだった。（スカパー！Ch529、2015年2月10日、2015年2月24日[39][注 3]）

過去のレギュラー
- SAYURIST（MTV及びYouTube、2014年11月7日 - 2015年4月24日）メインMC
- SAMURAI TUNES（スカパー！Ch529及びYouTube、2015年1月18日 - 2015年6月21日）メインMC
- アニソンCLUB! BSide[注 4]（BSフジ、2015年7月6日 - 2015年11月23日）
- サタデージネット（テレビ埼玉、2016年1月9日 - 2016年2月27日）
- アニソンCLUB!（TOKYO MX、2016年4月15日 - 2016年5月27日）
- まろに☆え〜るTV（とちぎテレビ）
  - まろに☆え〜るTV〜とちぎの旅!ワクワクすっぞ!〜[41]（2018年2月1日 - 2018年3月29日、山本のみ）
  - まろに☆え〜るTV-Z（2018年10月1日 - 2019年2月25日、山本のみ）
  - まろに☆え〜るTV超（2020年10月8日初出演[注 5] - 2024年12月26日、山本のみ）

単発
- 24時間テレビ（日本テレビ、2004年）
- ヨシモト∞（CSヨシモトファンダンゴTV→Y∞Y動画、2007年2月2日、2月21日、5月25日、2008年3月31日）
- AGE AGE LIVE（CSヨシモトファンダンゴTV→Y∞Y動画）
- いきなり!黄金伝説。（テレビ朝日、2008年、山本のみ）
- ココリコミリオン家族（テレビ東京、2008年11月25日、山本のみ）
- クギづけ（日本テレビ、2009年2月19日、山本のみ）
- あらびき団（TBSテレビ、2009年5月6日、7月15日、10月21日）
- エンタの天使（日本テレビ、2009年5月27日） - キャッチコピーは「摩訶不思議なアドベンチャー」
- やりすぎコージーカウントダウン芸人（テレビ東京、2009年6月22日）
- BS吉テレ「デジ魂」（BS日テレ、2013年6月18日、2013年7月23日、山本のみ）
- コミュニてれび（BSスカパー! ch.241、2013年9月2日、山本のみ）コスプレ芸人として出演
- ナカイの窓（日本テレビ系列、2013年9月4日、2016年1月20日、6月8日、2017年2月15日、山本のみ）
- アグレッシブですけど、何か?（広島ホームテレビ、2013年10月3日、2014年1月3日、山本のみ）
- ありがとッ!（テレビ神奈川、2015年10月27日）
- ウチのガヤがすみません!（日本テレビ、2017年1月15日、山本のみ）
- 勇者ああああ（テレビ東京、2018年1月12日、2018年9月7日、山本のみ）
- 10万円でできるかな（テレビ朝日系、2018年2月28日、山本のみ）
- 有吉ゼミ（日本テレビ系列、2018年9月3日、山本のみ）
- 東野幸治の宇宙科学特捜隊 アインシュタイン先生、世界は“ひも”でできていました！」（朝日放送、2019年9月21日、山本のみ）
- 爆笑そっくりものまね紅白歌合戦スペシャル（フジテレビ、2019年9月21日、山本のみ）※中尾隆聖のものまね
- ヒルナンデス!（日本テレビ、2019年12月6日、山本のみ）
- 新shock感（テレビ東京、2020年4月25日）
- ワケあり!レッドゾーン（読売テレビ、2020年6月14日、山本のみ）

### 声優

#### テレビアニメ
- それいけ!アンパンマン（日本テレビ、2009年12月25日、山本のみ、アミキンマン役）
- ドラゴンボール改（フジテレビ、2010年、フリーザの部下役〈第56話〉）※ R藤本と共にコンビで声優担当
- HUNTER×HUNTER（第2作）（日本テレビ）
  - HUNTER×HUNTER（第2作）（2011年、山本のみ、リッポー役）
  - HUNTER×HUNTER（第2作）上半期総集編（2012年、山本のみ、リッポー役）
  - HUNTER×HUNTER（第2作）（2013年、山本のみ、男B役〈第76話〉、サメ役〈第101話〉）
- カワバカジマ[42]（テレビ埼玉、2015年12月9日、山本のみ、ゲスト声優）
- まえせつ!（2020年10月 - 12月、コンビ、本人役[43][44]）
- 平穏世代の韋駄天達 (2021年7月 - 、山本のみ、ガチカマ博士役)

#### OVA
- 蒼い世界の中心で（DVD特典「外伝 勇者ミョムト」）（2013年、山本のみ、教祖イブリル役）※DVD上巻に付属

#### ゲーム
- メタルマックス4 月光のディーヴァ（ニンテンドー3DS、2013年11月7日発売、山本のみ、サソリスタン役[45]）
- ハロウィンナイト キャンディマニア（iPhone/iPod touch、2015年11月5日配信開始、山本のみ、お化け役）
- スカッとゴルフ パンヤ（Windows、2015年11月26日実装開始、山本のみ、マックス役[46]）
- アルテイルクロニクル（iOS・Android、2016年11月15日配信開始[47]、山本のみ、ラルトヴァイス役[48]）
- ファンタジースクワッド（iOS・Android、2017年2月21日配信開始[49]、山本のみ、カジョ役[50]）
- 三国志ディフェンちゅ[51]（iOS・Android、2018年5月29日配信開始[52]、山本のみ、白い馬役）
- LOST TRIGGER ロストトリガー（iOS・Android、2018年5月18日配信開始、山本のみ、シェフ役[53]）
- 相剋のエルシオン（iOS・Android、2018年5月21日配信開始、山本のみ、闇の神パルミル役[54]）
- アルテイルNEO（iOS・Android、2018年10月25日配信開始、山本のみ、竜皇帝『ジュッズヴァー』、異端審判官『バルディア』、噛砕く者『エクステンション』役[55]）

#### その他
- 増田ジゴロウ（3代目）の声[56]（2015年、鮫島）

### インターネット番組

#### ニコニコ生放送
不定期放送
- アニソンCLUB! BSide[注 6]（2015年7月13日、7月21日、7月28日）

過去のレギュラー
- BAN BAN BANの今のは痛かった…痛かったぞー!![注 7]（ユーザー生放送、2011年9月21日 - 2015年2月20日）※基本的に隔週日曜に放送[注 8]
- 0～ZERO～スタ☆ばちこ～ん![注 9]（2011年10月9日 - 2014年3月23日、山本のみ）※毎月第2日曜日・第4日曜日に放送。
- ブシモ放送局（コンビで出演：2013年11月15日、山本のみ：2013年12月20日 - 2014年6月4日[注 10]）※隔週放送。準レギュラー。
- アニソンCLUB!-N[57]（2015年5月10日[注 11] - 2015年10月6日）※毎月放送。MC出演。
- 同人誌テレビショッピング[58]（2015年5月27日 - 2016年11月9日）※毎月第4水曜日に放送[注 12]。

単発・スペシャル
- R藤本の水曜はじけてまざれ!（2009年5月27日初出演 - 複数回出演）
  - R藤本の水曜はじけてまざれ!（複数回出演）
  - オールナイトdeはじけれまざれ（2009年10月16日）
  - 出張！はじけてまざれ！LIVE in 表参道ヒルズ（2011年4月30日）
  - 24時間よしよし動画内はじまざSP（2012年12月15日、山本のみ）
  - 火曜もはじけてまざれ！乙（2013年5月21日、山本のみ）
- ニコ-1GP2009東京予選（2009年7月11日）
- あなたの電話でギャラが決まる!?芸人ニコ電バトル（2010年12月30日）
- BAN BAN BANのユー生ニコ電凸放送（2011年2月6日）
- R藤本の新衣装（戦闘服）発表！その圧倒的性能とは！？（2011年5月3日、山本のみ）
- ニコニコゲームパーク（2011年8月11日）
- アニソンディスコ in ニコファーレ（2012年2月19日）
- 中学星TV～chu-gakusei.2nd DVD発売記念。（2012年6月11日、山本のみ）
- ドリームクリエイター #65（2012年10月20日、山本のみ）
- 鈴村健一＆逢坂良太の「バンプレラボ～俺たちバンプレ宣伝隊～」（2013年8月15日、9月19日、2014年4月17日、山本のみ）
- アニメぴあちゃんねる（2013年2月27日、2013年10月7日、2014年7月31日、2016年11月17日）
- 電人☆ゲッチャ!（2013年11月1日、山本のみ）※高橋名人のコーナーに出演
- 年末年始ぶっ通し78時間全局テレビ実況（2013年12月31日 - 1月4日）※7元生放送。R藤本と爆笑コメディアンズと交代で出演[注 13]。
- ニコニコ超会議
  - 【ニコニコ超会議3】バンプレストブース（2014年4月26日、4月27日、山本のみ）
  - 【ニコニコ超会議2016】NTT超未来大博覧会（2016年4月30日、山本のみ）
  - 【ニコニコ超会議2018】超料理ステージ supported by カゴメ（2018年4月28日、4月29日）
- ニコニコ町会議
  - ニコニコ町会議 in 大阪 水都大阪ミナミフェスティバル2014（2014年11月1日、山本のみ）
  - ニコニコ町会議 in 大阪 とんぼりリバーウォークステージ（2014年11月1日、山本のみ）
  - 町会議＋闘会議＋超パーティー発表会（2015年6月26日、山本のみ）※ニコニコ町会議大阪代表として出演
  - ニコニコ町会議全国ツアー in 水都大阪2016（2016年11月13日）
- Newtype presents アイドル×アニソン＝∞フェス！ in スタジオアルタ（2015年4月19日）
- アニコステーション（2015年4月29日）
- 怒涛の10時間iPhoneヲタのしみ会（2015年9月25日、山本のみ）
- ナースウィッチ小麦ちゃんR
  - 「ナースウィッチ小麦ちゃんR」サウンドトラック&キャラクターソングス発売記念公開生放送（2016年3月5日）
  - 「ナースウィッチ小麦ちゃんR」まじかる☆あ～るのガチでGO!!（鮫島のみ：2016年5月31日、2016年8月30日、コンビで出演：2016年6月28日、2016年7月26日）
- アニソンCLUB! in ディファ有明（2016年3月25日）
- 【リリース直前】アルクロちゃんねる! 生放送（2016年11月14日、山本のみ）
- アニメ「博多明太!ぴりからこちゃん」特番 ～明太子は生放送にも合うんだよ！～（2019年8月31日）

#### その他ネット配信
過去のレギュラー
- R藤本・BANBANBAN鮫島のベツばなシリーズ（ポッドキャスト）
  - R藤本・BANBANBAN鮫島のベツばな（2021年9月20日 - 2022年3月31日、鮫島のみ）※毎週月曜と木曜配信
  - R藤本・BANBANBAN鮫島のベツばなEX（2022年5月2日 - 2022年9月20日、鮫島のみ）※毎月2回ほどのペースで配信
  - R藤本・BANBANBAN鮫島のベツばな②（2022年10月3日 - 2023年3月27日、鮫島のみ）※毎週月曜配信

不定期出演
- STAR OCEAN PROGRAM（YouTube/ニコニコ生放送/Periscope、2018年2月27日 - 2021年3月23日、山本のみ）

過去のレギュラー
- アニメぴあちゃんねる番外編「前田玲奈とがまぴぃの、もうすぐアレでる」（YouTube、2015年3月30日 - 2016年1月26日、鮫島のみ）※がまぴぃとして声の出演
- まろに☆え〜るTV
  - まろに☆え〜るTV〜復活のM〜（YouTube、2018年7月31日 - 2018年9月26日、山本のみ）※毎月1回配信
  - まろに☆え〜るTV-GT（YouTube、2019年5月4日 - 2020年3月27日、山本のみ）
- DB芸人!○○でスパーキング!（au wowmaライブTV、2020年3月15日[注 14] - 2020年10月2日、山本のみ）

単発・スペシャル
- PLAY!AWA'S 〜美と笑いの大お見せ合いパーティ〜（GyaO、2007年8月23日）
- おしゃべりやってまーす第2放送（K'z Station、山本のみ：2009年6月16日、6月23日、8月25日、9月1日、2010年1月12日、4月20日、2011年8月9日、8月16日、鮫島のみ：2010年10月5日、10月12日）
- オリエンタルラジオのマンガの日（YAHOO!、2010年3月5日）
- 蒼い世界の隅っこで（HiBiKi Radio Station、2013年2月14日、山本のみ）
- 本気!アニラブ（文化放送超!A&G+、2013年8月20日）
- 野坂尚也のNow Young!!!（超!A&G+、2013年9月1日）
- ゆっちとアサミの「へいらっしゃい！たのまき寿司」（Ustream、2013年10月29日、2014年3月18日）
- METAL MAX RADIO（超!A&G+、2013年12月19日、山本のみ）
- BANBANBANと一緒に毎月ますもと。（SHOWROOM、山本のみ:2015年10月19日、コンビで出演:2015年11月30日）
- パンヤ11周年記念特別生放送！（YouTube、2015年11月23日、山本のみ）
- デヴィ夫人の帰ってきた夫人のお部屋（OPENREC.tv、2017年4月13日、山本のみ）

### ラジオ
過去のレギュラー
- 小見川千明とBANBANBAN山本の輪廻を木っ端微塵![59]（音泉、2018年4月9日 - 2018年9月24日、山本のみ）※隔週月曜に放送
- BAN BAN BANのラジオでポン!（エフエム浦安、2015年2月14日 - 2020年9月26日）
- イケナイ遊び（standfm、2022年10月21日 - 2023年6月30日、山本のみ）
- イケナイ遊びDX（ディーエックス）（standfm、2023年7月7日 - 2025年3月28日、山本のみ）

単発
- かごしまラジオマガジン「ラジマガ」（MBCラジオ、2007年8月21日、2007年10月2日、2008年1月29日）
- 火曜JUNK2 タカアンドトシのケチャケチャラジオ（TBSラジオ、2008年4月15日、山本のみ）
- 雨上がり決死隊べしゃりブリンッ!（TBSラジオ、2008年6月11日、山本のみ）
- 平野綾のRADIOアニメロミックス（文化放送、2008年10月11日）※10月13日にニコニコアニメチャンネル（当時）で動画配信
- 古川登志夫のくるくるドリーム（MID-FM及びSimulRadio、2013年3月15日）
- さくら☆電波放送局（FM-FUJI、2013年11月8日）
- ユピテルPresents野島裕史・瀬戸麻沙美の霧島レイくらぶ（文化放送、2015年1月2日）

### CM
- 関西Tuka〜Tuka祭り〜（鮫島のみ）

### PV出演
- T-Pistonz+KMC・「勝って泣こうゼッ!」（山本のみ）

### DVD
- それいけ!アンパンマン がんばれクリームパンダ!クリスマスの冒険（2010年11月5日発売、山本のみ、アミキンマン役）

## 舞台

### ライブ
- 二丁目劇場ワチャチャライブ（旧コンビで山本のみ）
- baseプレステージ（旧コンビで山本のみ）
- 梅田花月アカペラdeナイト（山本のみ）
- NGKコント大木こまだ・ひびき、シンクタンク〜宇宙人コント〜（山本のみ）
- 渋谷新人計画
- ルミネTHEよしもと5じ6じ
- AGE AGE LIVE
- MAE AGE LIVE
- AGE AGE チャレンジ
- ITADAKILIVE
- BAN BAN BANの“生で”今のは痛かった…痛かったぞー!
  - BAN BAN BANの“生で”今のは痛かった…痛かったぞー!（ネイキッド・ロフト、2013年1月4日）
  - BAN BAN BANの“生で”今のは痛かった…痛かったぞー!!（東高円寺笑や、2014年2月21日 - 2015年2月20日）※公開ニコニコ生放送
- ギャラクシーバトルライブ

### DBナイト
- DBナイト（2012年6月8日 - 不定期開催、山本のみ）
- 劇団アニメ座DB（新宿シアターモリエール、2013年3月2日、山本のみ）
- 劇団アニメ座DB超（ルミネtheよしもと、2017年11月23日、山本のみ）

### イベント
- 映画『けいおん!』ライブスタイル上映（シネマ・ツー、2011年12月3日、12月24日、12月31日全2公演、2012年1月15日、1月27日、2013年3月22日、鮫島のみ）
- アニソンディスコ※定期的に開催
- あるあるYY劇場「アニソンディスコ」
- オモサンでアニソン（2012年7月22日、9月23日、12月8日、2013年3月8日、5月18日、12月28日、2014年3月6日、5月17日）
- 春の宴（2014年4月27日）
- 夏の宴（コンビ:2012年8月9日、2013年8月9日、2014年8月14日、鮫島のみ:2016年8月11日）
- 冬の宴（2012年12月28日、2013年12月28日、2014年12月27日、2015年12月28日）
- 「メタルマックス4」発売前夜祭イベント（2013年11月6日、コンビで出演）
- 【TGS2014】「消滅都市」ステージイベント（2014年9月18日）
- 「サタデージネット」トークイベント（2016年3月26日）
- 【ニコニコ超会議2017】超ナポリたんブース（幕張メッセ、山本のみ:2017年4月29日、コンビ:2017年4月30日）※配信なし
- 「暁のブレイカーズ」スペシャルイベント（秋葉原UDX、2018年7月21日、山本のみ）
- アネリス学園　大喜利部！(2023年12月5日  池袋RED-zone ANERIS、山本のみ)

### 演劇
- ダイノジ班「犬Ｇ」（2007年12月11日 - 12月16日全6公演、神保町花月）
- 「声　～黒松病院～」（2008年3月11日 - 3月16日全6公演、神保町花月）
- ゆったり感班「ＺＯＯ」（2008年6月4日 - 6月8日全5公演、神保町花月）
- 「君と踊りたい」（2009年3月9日、3月10日全2公演、神保町花月） - 松崎豊 役（鮫島）、堂本ヒロト 役（山本）
- 「タネと仕掛け」（2009年9月22日 - 9月27日全6公演、神保町花月）
- A.I.FILMs 「オヅの魔法使い〜ドロシィ監禁地獄!!〜」（2012年3月30日 - 4月1日全5公演、荻窪かいホール） - アホ兄 役（山本のみ）
- タイソン大屋の、はい！どーも！拝啓☆鶴瓶さん（2013年10月24日全1公演 - フリーザ（山本のみ）
- 劇団GAIA_crew「ハラカラ・コエダス・レクイエム」（2014年1月23日 - 1月27日全8公演、池袋シアターグリーン） - 大田原係長 役（山本のみ）※Ustreamでも配信
- ラビット番長 「ギンノキヲク 2.5」（2014年9月6日 - 9月7日全2公演、豊島区民センター） - フリーザ（山本のみ）
- 劇団GAIA_crew第10回記念本公演「LinKage ～凜国異聞～」（2015年4月22日 - 4月26日全8公演、池袋シアターグリーン） - 講談師 役（山本のみ）※Ustreamでも配信
- 元気が出る病院!（2016年4月20日 - 4月24日全7公演、LIVESTAGE hodgepodge） - （鮫島のみ）※脚本も担当

### 朗読劇
- team鴨福 朗読劇「春望む星の六花」（2018年2月17日、2月18日全2公演、国立音楽院 KMAパラダイスホール） - ヴェトロ 役(山本のみ)

### ミュージカル
- ラッキィ池田演出「がんばれポッチー物語」（2003年11月24日、森のホール21） - ダンサー（鮫島のみ）

### 単独ライブ
- BANBANBAN初単独ライブ「爆笑!!おもしろお笑い」（2016年8月28日、渋谷シアターＤ）